# Rake Yohn
Rake Yohn, (Edward Carl Webb) född 20 januari 1975 i West Chester i Pennsylvania i USA. Han var medlem i CKY Crew och medverkade regelbundet i CKY-filmerna, MTVs Viva La Bam och Jackass.
Rake Yohn gick på Pennsylvania State University där han tog en kandidatexamen i kemi och har specialiserat sig på syntetiska material.

## Filmografi
- 2005: A Halfway House Christmas